# Anillo de boda

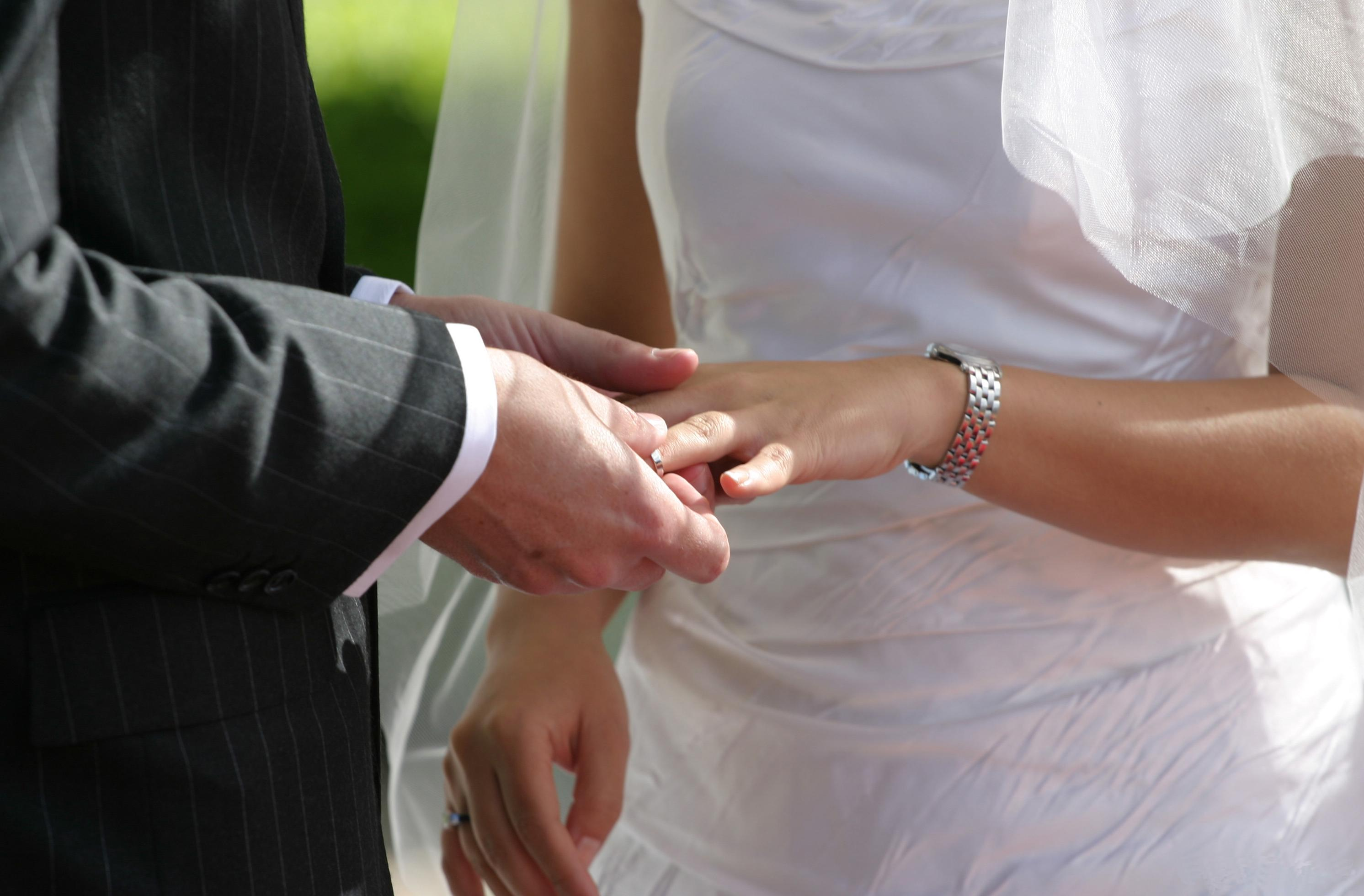
Intercambio de anillos entre los novios.

Un anillo de boda es un anillo usado como símbolo en la celebración de una boda. Representa el compromiso entre las personas contrayentes. También recibe el nombre de alianza. Generalmente, en los anillos de la pareja, se graban los nombres. Por ejemplo: el anillo de uno lleva el nombre del otro, o bien los nombres de los dos con la fecha de la celebración de la boda.  
Estos anillos tradicionalmente son de oro y en menor medida de platino o plata. Suelen ser lisos y cómodos de llevar pues la mayor parte de las personas los llevan siempre puestos.

## Costumbre
La costumbre establece que la pareja debe entregarse mutuamente anillos como símbolo de alianza matrimonial, colocándoselos en la ceremonia nupcial. El anillo matrimonial se coloca en el dedo anular de la mano izquierda. Distintas tradiciones hacen uso de una u otra mano, variando este uso de acuerdo a las zonas.
Sin embargo, se trata simplemente de una costumbre (al igual que la entrega previa del anillo de compromiso), la cual aunque es tradicional, no es esencial en la celebración del matrimonio: ya que su ausencia no invalida el consentimiento dado en la ceremonia y, por lo tanto, el matrimonio celebrado sin el intercambio de los anillos sería perfectamente válido. Hay varios dichos sobre los anillos de boda pero en diferentes puntos no es necesario llevar uno para que se sepa que están casados; por lo tanto hay varias costumbres sobre el usar la alianza (anillo) en diferentes comunidades.

### Costumbres después de la boda
Tras el matrimonio, la alianza se coloca en la mano en la que se llevó durante la ceremonia. Al colocarse los anillos en los dedos anulares, las parejas casadas se declaran simbólicamente su amor y fidelidad para toda la vida. Este símbolo tiene un significado social y hoy en día se considera una cuestión de tradición y etiqueta, hasta el punto de que su ausencia se interpreta a menudo como que uno está solo. Muchos cónyuges llevan sus alianzas día y noche. No es infrecuente que algunos cónyuges, especialmente aquellos cuyas profesiones hacen que llevar anillos sea peligroso, como los actores, los policías y los electricistas, no lleven anillos en los dedos, sino una cadena alrededor del cuello. En Occidente, desde el siglo XIX se considera que da mala suerte quitarse la alianza después de haberla colocado en el dedo en la iglesia.
Algunos cultivos intercambian anillos adicionales. En algunas partes de la India, las mujeres hindúes pueden llevar un anillo en el dedo o bichiya en lugar de un anillo en el dedo, pero el bichiya se lleva cada vez más además del anillo en el dedo. En el este de la India, principalmente en Bengala Occidental, las mujeres llevan un brazalete de hierro, que puede ser dorado o plateado, llamado loha.

## Historia

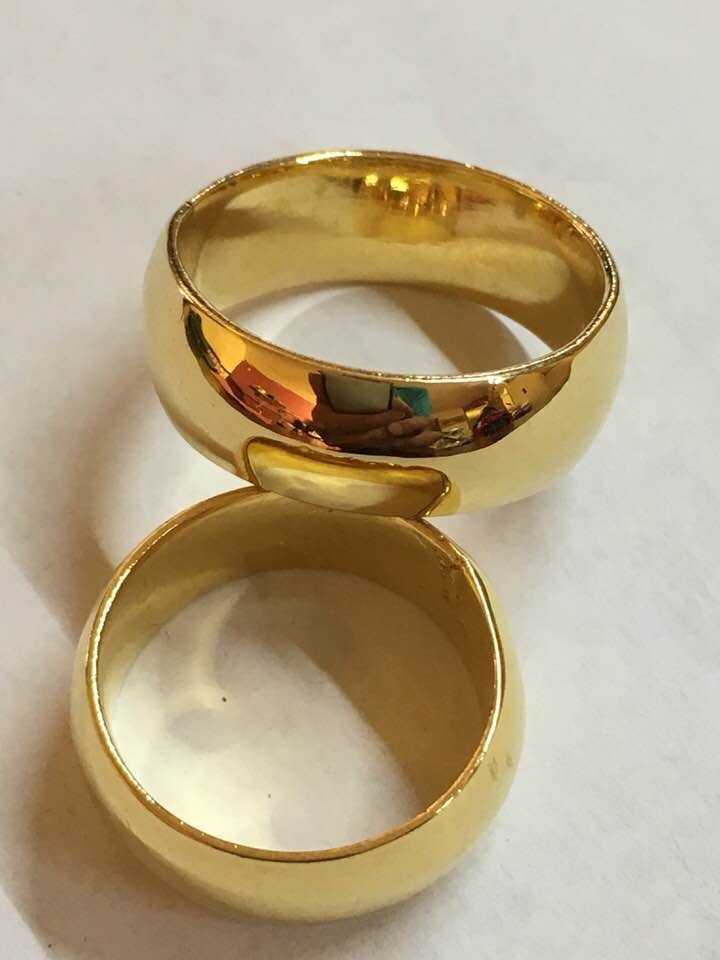
Anillos de bodas

Esta ceremonia se observaba ya por los romanos antes de la introducción del cristianismo y también fue conocida de los judíos. El uso de los anillos estaba muy extendido entre los romanos, no por mero adorno, sino con objeto de sellar las cartas, instrumentos y otros elementos, pues en ellos llevaba cada uno abierto su sello y se los solían dar mutuamente en la celebración de sus contratos en lugar de prendas y de arras, porque era una cosa que siempre tenían en la mano. 
De aquí vino la costumbre de dar su anillo el esposo a la esposa en prenda y señal de los esponsales que contraían, significándole al mismo tiempo con esta entrega que le encargaba la custodia del menaje. Con efecto, según dice Clemente Alejandrino, se solía dar el anillo a la mujer no por adorno sino para sellar las cosas de la casa (non ornatus gratia, sed ut obsignaret qua domi erant) pues era práctica asegurar con el sello las arcas, cajones y demás utensilios en que se conservaba en las despensas la provisión de comestibles para evitar toda sustracción y extravío por los esclavos. Así que, el anillo era señal de la promesa de matrimonio y con su entrega y recibo se aseguraba el esposo a la esposa, uniéndose con esta prenda sus corazones. Por eso, los cristianos solían grabar en él el signo de la fe, que se tenía por símbolo de mutuo amor y concordia; y de ahí se creía que vino también el ponerlo y llevarlo en el anular, dedo más inmediato al meñique, de la mano izquierda, por haber en dicho dedo una vena que llega hasta el corazón, según decía San Isidoro. El anillo nupcial en tiempo de Plinio el Viejo era de hierro y no llevaba piedra, pero en el segundo siglo de la Iglesia era ya de oro.

## Composiciones y estilos
En los países occidentales, los anillos de compromiso suelen ser de oro, paladio, platino, plata argentífera, titanio, tungsteno o, más recientemente, silicona. Los grabados más comunes en el interior del anillo incluyen el nombre del cónyuge, los nombres de ambos cónyuges, la fecha de la boda o una frase significativa para la pareja. En muchos países, las alianzas son sencillas, mientras que el anillo de compromiso de la novia suele estar adornado con piedras preciosas. 
Algunas costumbres incluyen un anillo de compromiso como elemento final de una serie de regalos, que también pueden incluir un anillo de compromiso tradicionalmente entregado como regalo de compromiso. Esta costumbre se practicaba en la antigua Roma.